# Phthiracarus invenustus
Phthiracarus invenustus är en kvalsterart som beskrevs av Wojciech Niedbała 2000. Phthiracarus invenustus ingår i släktet Phthiracarus och familjen Phthiracaridae. Inga underarter finns listade i Catalogue of Life.